# Liste der Kulturdenkmäler in Mörschbach
In der Liste der Kulturdenkmäler in Mörschbach sind alle Kulturdenkmäler der rheinland-pfälzischen Ortsgemeinde Mörschbach aufgeführt. Grundlage ist die Denkmalliste des Landes Rheinland-Pfalz (Stand: 27. Oktober 2023).

## Einzeldenkmäler
| Bezeichnung         | Lage                                               | Baujahr                            | Beschreibung | Bild                           |
| ------------------- | -------------------------------------------------- | ---------------------------------- | --- | ------------------------------ |
| Brunnen             | Brunnenstraße, Ecke Rheinböllener Straße Lage      | zweite Hälfte des 19. Jahrhunderts | Brunnen, Gusseisenbecken, Rheinböllener Hütte, zweite Hälfte des 19. Jahrhunderts                                                        | Fotos hochladen                |
| Brunnenhaus         | Ellerner Straße Lage                               | 19. Jahrhundert                    | Brunnenhaus, Backstein, 19. Jahrhundert                                                                                                  | Fotos hochladen                |
| Evangelische Kirche | Rheinböllener Straße Lage                          | 1373                               | gotischer Turm, 1373, Saalbau 1761/62 | weitere Bilder Fotos hochladen |
| Hofanlage           | Rheinböllener Straße 4 Lage                        | frühes 19. Jahrhundert             | Hakenhof; Fachwerkhaus, teilweise massiv, Krüppelwalmdach, frühes 19. Jahrhundert; Ökonomietrakt, 20. Jahrhundert; bauliche Gesamtanlage | Fotos hochladen                |
| Nonnenberg          | südlich des Ortes; Distrikt Mörschbacher Wald Lage |                                    | mittelalterlicher Mottenanlage | BW                             |